# Pavlos Nirvanas

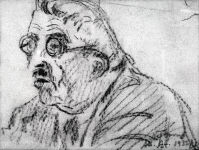
Pavlos Nirvanas

Pavlos Nirvanas (griechisch Παύλος Νιρβάνας, * 1866 in Mariupol, Russisches Kaiserreich; † 28. November 1937 in Athen, Griechenland) war ein griechischer Schriftsteller, der mit bürgerlichem Namen Petros K. Apostolidis hieß.

## Leben
Nirvanas’ Vater stammte aus Skopelos, die Mutter aus Chios. Als Kind übersiedelte Pavlos Nirvanas aus seiner damals russischen Geburtsstadt nach Griechenland und wohnte fortan in Piräus. Er studierte an der Universität Athen Medizin und beendete sein Studium 1890. Er trat in den Dienst bei der Marine ein und brachte es bis zum Oberarzt (γενικός αρχίατρος). 1922 schied er aus dem Dienst aus. Er betätigte sich außerdem als Journalist und war ab 1928 Mitglied der Akademie von Athen. Obgleich selbst nicht auf Skopelos geboren, betrachtete er die Ägäis-Insel zeitlebens als seine Heimat.

## Werk
Pavlos Nirvanas beschäftigte sich mit fast allen Genres der Literatur: er schrieb Erzählungen, Dramen, Gedichte, Essays, Kritiken, Romane, Satiren und zeitgeschichtliche Texte; außerdem trat er als Übersetzer in Erscheinung. Den ersten Gedichtband veröffentlichte er 1884. Von literaturhistorischer Bedeutung sind im Werk Nirvanas' jedoch weniger die Gedichte, sondern die Fülle des Werks an sich und bestimmte einzelne Werke, etwa die Sprachliche Autobiographie (Γλωσσική Αυτοβιογραφία) aus dem Jahr 1905, in der Nirvanas Stellung zum griechischen Sprachstreit bezieht. In Ich-Erzählung beschreibt er den Werdegang eines jungen Mannes, der immer mehr der Faszination der Hochsprache erliegt und zum extrem attikisierenden Gelehrten aufsteigt. Auch wenn seine gelehrten Reden nur von wenigen verstanden werden, so wird er doch ob seiner Ausdrucksfähigkeiten bewundert. Erst die Begegnung mit einigen schönen Mädchen aus dem Volk lassen ihn an seinem sprachlichen Weltbild zweifeln, denn statt ῥῖνες (rínes), ὄμματα (ómmata), ὦτα (óta) und χεῖρες (chíres) – im Deutschen etwa: Häupter, Antlitze, Gesichtserker … – sieht er im Geiste plötzlich nur noch ihre zarten μύτες (mýtes), μάτια (mátja), αυτιά (aftjá) und χέρια (chérja) – ganz „natürliche“ Nasen, Augen, Ohren und Hände – und wendet sich in der Folge vom Wahn der Hochsprache ab.
Pavlos Nirvanas wurde 1923 für sein literarisches Werk ausgezeichnet.

## Werke (Auswahl)
- Δάφναι εις την 25ην Μαρτίου 1821 (Gedichte, 1884)
- Η φιλοσοφία του Νίτσε (Aufsatz, 1898)
- Γλωσσική Αυτοβιογραφία (Satire, 1905)
- Παγά Λαλέουσα (Gedichte, 1907)
- Ο αρχιτέκτων Μάρθας (Theaterstück, 1907)
- Το χελιδόνι (Theaterstück, 1908)
- Μαρία Πενταγιώτισσα (Theaterstück, 1909)
- Όταν σπάση τα δεσμά του (Theaterstück, 1910)
- Το συναξάρι του παπα-Παρθένη (Erzählungen, 1915)
- Αριστοτέλης Βαλαωρίτης (Aufsatz, 1916)
- Η ηθική επίδρασις της επαναστάσεως (Essay, 1923)
- Το αγριολούλουδο (Roman, 1924)
- Ξενιτιά (Erzählungen, 1925)
- Το έγκλημα του Ψυχικού (Roman, 1928)
- Εκλεκτές Ιστορίες (Erzählungen, 1930)
- Ένας ίσκιος στη νύχτα (Erzählungen, 1934)